# Megola

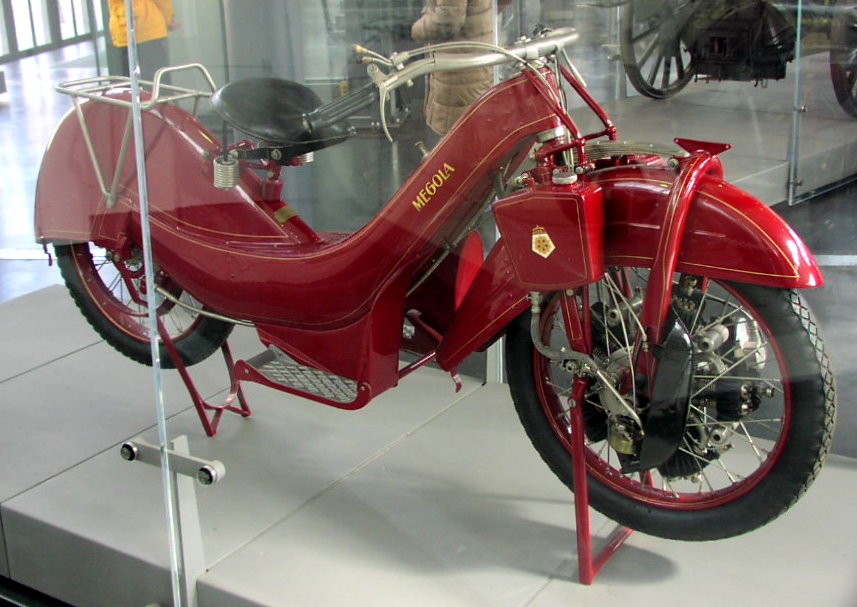
A Megola, com o seu motor de 5 cilindros em estrela

A Megola foi uma marca alemã que produziu motocicletas entre 1921 e 1925, em Munique. Foi provavelmente a moto menos convencional alguma vez fabricada.
Esta moto, desenhada por Fritz Cockerell, tinha um motor radial de 640cm3, com 5 cilindros em estrela arrefecidos por ar, com válvulas laterais, montado dentro do aro da roda da frente. O baixo centro de gravidade tornava a moto bastante manejável. Para ligar o motor, que não tinha embreagem nem caixa de velocidades, girava-se a roda da frente com a moto suspensa no descanso dianteiro, ou ligava-se a moto com um empurrão.
Em 4 anos de produção foram fabricadas cerca de 2000 unidades desta estranha moto.